# Филип Октябърски
Филип Сергеевич Октябърски (на руски: Филипп Сергеевич Октябрьский), с фамилно име Иванов до 1924 г., (11/23 октомври 1899 – 8 юли 1969) е съветски адмирал (1944) от времето на Втората световна война, герой на Съветския съюз (1958).

## Биография
До 1918 г. Филип Иванов (както се казва преди да промени фамилното си име 6 години по-късно) е моряк от Северозападното речно параходство. През същата година постъпва във военноморските сили. Взема участие в Руската гражданска война (1918 – 1922) като обикновен матрос в Прибалтика. Завършва курс в Петроградския комунистически университет (1922) и Военноморското училище „М. В. Фрунзе“ (1928). В годините до Втората световна война служи в Балтийско и Черно море и в Тихоокеанския флот. От командир на катер той се издига (февруари 1938) до командващ Амурската военна флотилия и Черноморския флот (март 1939). От юни 1941 г. е вицеадмирал.
В бойните действия срещу Германия и нейните съюзници командваният от него флот осигурява снабдяването и впоследствие евакуацията на защитниците на Одеса (август – октомври 1941) и Севастопол (октомври 1941 – юли 1942). По онова време той е командващ Севастополския отбранителен район. Участва в десантната Керченско-Феодосийска операция (в края на 1941 и началото на 1942 г.), а по-късно – и в битката за Кавказ.
През април 1943 г. е снет от командването на Черноморския флот заради грешки, допуснати 2 мес. по-рано при осигуряването на десант край Новоросийск. През юни същата година поема повторно командването на Амурската военна флотилия. От март 1944 г. отново е командващ Черноморския флот и като такъв допринася за освобождаването на Крим от нацистите и победата над германско-румънските войски в Яш-Кишиневската операция през август 1944 г.
След войната продължава да ръководи Черноморския флот до 1948 г. През следващите 4 години е първи заместник на командващия Военноморските сили на СССР. От 1953 г. е в оставка. През 1957 – 1960 г. е началник на Черноморското висше военноморско училище „П. С. Нахимов“ в Севастопол.

## Награди
- 3 ордена „Ленин“
- 3 ордена „Червено знаме“
- 2 ордена „Ушаков“ – I степен
- орден „Нахимов“ – I степен
- орден „Суворов“ – II степен
- орден „Червена звезда“
- медали